# Red Wagon
Red Wagon é um filme de drama produzido no Reino Unido, dirigido por Paul L. Stein e lançado em 1933. É uma adaptação do romance de 1930 Red Wagon, de Eleanor Smith.